# الكواكبة (ذي السفال)

تعديل مصدري - تعديل

الكواكبة محلة تابعة لقرية الحجر، التابعة لعزلة الدخال بمديرية ذي السفال إحدى مديريات محافظة إب في الجمهورية اليمنية، بلغ تعداد سكانها 305 حسب تعداد اليمن لعام 2004.